# Philippe Mallet
Philippe Mallet, né à Bazancourt en 1606, mort à Paris en 1679, est un mathématicien français.

## Biographie
Cadet d’une famille de gentilshommes, troisième fils de Pierre Mallet, écuyer, sieur des Équennes, Mallet se distingua de bonne heure par son gout de l’étude. Ses progrès rapides attirèrent l’attention de ses maitres, et ses parents l’envoyèrent continuer ses études à Paris où il commença ses humanités. Fort lettré, il excella surtout dans les mathématiques.
Il commença à recueillir le fruit de ses travaux lorsque l’étendue de ses connaissances, aussi profondes que variées, le firent rechercher même de grands personnages, comme le fils de lord Digby qui, frappé de son mérite, l’appela auprès de lui en Angleterre et l’attacha à sa personne en qualité de secrétaire.
Produit à la cour d’Angleterre, Mallet se fit connaitre avantageusement des grands hommes politiques, qui eurent tant de confiance en son jugement et en ses hautes lumières, qu’ils l’employèrent, quoique étranger, même dans des négociations diplomatiques.
Deux fois, Mallet traversa la Manche pour soutenir à Paris les intérêts de la reine Henriette de France, femme de Charles Ier. Il mit d’autant plus de dévouement et de courage dans des circonstances si critiques qu’il trouvait l’occasion de servir son pays en même temps que la cause d’une princesse française. Cependant il se lassa de démarches inutiles : l’état désespéré des affaires de cette reine, l’abstention du gouvernement et le débordement révolutionnaire qui succédait à toute action raisonnée, contribuèrent à le dégouter d’un mouvement politique où la modération ne trouvait plus de place.
Voulant revenir à sa vie paisible et à ses études, il revint en France pour ne plus la quitter et s’y livrer à l’étude des mathématiques qu’il enseigna avec beaucoup de succès pendant quarante-trois années. Il ouvrit gratuitement des cours au collège de Bourgogne furent fréquentés par un grand nombre d’amateurs et d’écoliers. Pour plus de tranquillité, ce savant, aussi zélé que consciencieux, avait gardé le célibat.
On lui doit plusieurs traités de mathématiques très estimés en son temps. Comme il cultivait la poésie, il voulut en importer les formes dans la science, les considérant comme un moyen plus aisé de répandre les principes pratiques des études abstraites. C’est à cette fin qu’il tourna en vers un Traité des fortifications et un Cours de mathématiques élémentaires.

## Sources
- Charles Brainne, Les hommes illustres du Département de l'Oise : bibliothèque du Beauvaisis : notices biographiques, critiques, analyses littéraires, citations d'ouvrages, documents particuliers, etc., Beauvais, Achille Desjardins, 1858, p. 318-9.

## Autorité
- Notices d'autorité :   - VIAF
  - IdRef